# Carl Emil von Kardorff
Carl Emil von Kardorff (* 11. November 1795 in Böhlendorf; † 17. Juni 1864 in Ratzeburg) war ein deutscher Verwaltungsjurist in dänischen Diensten und der letzte dänische Landdrost im Herzogtum Sachsen-Lauenburg.  

## Leben
Carl Emil von Kardorff war der dritte Sohn des dänischen Offiziers August Nicolaus Carl von Kardorff. Wilhelm von Kardorff war sein Neffe.
Er studierte Rechtswissenschaften an den Universitäten Kiel, Heidelberg und Göttingen. Während seines Studiums wurde er 1814 Mitglied der Burschenschaft Holsatia Kiel und 1815 der Alten Kieler Burschenschaft. Er bestand vor dem Obergericht Gottorf sein juristisches Examen. Er wurde zunächst Auskultant bei der Schleswig-Holstein-Lauenburgischen Canzlei in Kopenhagen. Nach dem frühen Tod seines Onkels Wilhelm von Kardorff übernahm er 1827 dessen Stelle als Amtmann im Amt Cismar. 1829 starb seine Mutter, und er überließ seinem älteren Bruder Friedrich Ernst von Kardorff das Gut Böhlendorf gegen die Auszahlung seines Anteils.
Darauf war er Amtmann des Amtes Steinburg mit Sitz in Itzehoe. 1856 wurde er mit dem Titel Landdrost Präsident der dänischen Regierung für das mit Dänemark seit 1815 in Personalunion verbundene Herzogtum Lauenburg mit Sitz in Ratzeburg. Er war auch Präsident der Lauenburg-Ratzeburgischen Bibelgesellschaft. Kardorff starb kurz vor dem Deutsch-Dänischen Krieg, in dessen Folge das Herzogtum Lauenburg preußisch wurde. Sein Nachfolger und erster preußischer Regierungspräsident wurde Ludwig Ferdinand Graf von Kielmannsegg.
Kardorff blieb unverheiratet.

## Auszeichnungen
- 1840: Königlich Dänischer Kammerherr
- Dannebrogorden: 1843 Ritter, 1846 Kommandeur